# Municipio de Santiago Chazumba
El municipio de Santiago Chazumba es uno de los 570 municipios en que se encuentra dividido el estado mexicano de Oaxaca. Se encuentra localizado en el extremo noroeste de la entidad en la Región mixteca oaxaqueña y su cabecera municipal es la población del mismo nombre.

## Geografía
El municipio de Santiago Chazumba se encuentra ubicado en el extremo norte del estado, se encuentra rodeado en tres de sus extremos por el estado de Puebla y forma parte de la Región mixteca oaxaqueña y del distrito de Huajuapan.
Tiene una extensión territorial de 326.084 kilómetros cuadrados y sus coordenadas geográficas extremas son 18°3′ - 18°18′ de latitud norte y 97°36′ - 97°52′ de longitud oeste. Su territorio es accidentado y su altitud fluctúa entre un máximo de 2300 y un mínimo de 1300 metros sobre el nivel del mar.
Limita al suroeste con el municipio de Cosoltepec y al sur y sureste con el municipio de San Pedro y San Pablo Tequixtepec. Como se mencionaba con anterioridad, confina con el estado de Puebla al oeste, norte y este, en particular con el municipio de San Jerónimo Xayacatlán, con el municipio de Totoltepec de Guerrero, con el municipio de Atexcal, con el municipio de Zapotitlán y con el municipio de Caltepec.

## Demografía
De acuerdo a los resultados del Censo de Población y Vivienda realizado en 2010 por el Instituto Nacional de Estadística y Geografía; la población total del municipio de Santiago Chazumba asciende a 4 479 habitantes, de los que 2 040 son hombres y 2 439 son mujeres.
La densidad de población asciende a un total de 13.74 personas por kilómetro cuadrado.

### Localidades
El municipio incluye en su territorio un total de 28 localidades. Las principales, considerando su población del censo de 2010 son:
| Localidad                   | Población (2010) |
| --------------------------- | ---------------- |
| Santiago Chazumba           | 1 918            |
| Santo Domingo Tianguistengo | 346              |
| Acaquizápam                 | 343              |
| San Juan Nochixtlán         | 263              |
| San Sebastián Frontera      | 258              |
| San José Chichihualtepec    | 208              |
| Olleras de Bustamante       | 204              |
| Trinidad Huaxtepec          | 127              |
| Lunatitlán del Progreso     | 120              |
| Total municipio             | 4 479            |

## Política
El gobierno de Santiago Chazumba se elige por el sistema de partidos políticos.  
El ayuntamiento de Santiago Chazumba está integrado por el presidente municipal, un síndico y un cabildo integrado por seis regidores.

### Representación legislativa
Para la elección de diputados locales al Congreso de Oaxaca y de diputados federales a la Cámara de Diputados federal, el municipio de Santiago Chazumba se encuentra integrado en los siguientes distritos electorales:
Local:
- Distrito electoral local de 6 de Oaxaca con cabecera en Heroica Ciudad de Huajuapan de León.[4]

Federal:
- Distrito electoral federal 3 de Oaxaca con cabecera en Heroica Ciudad de Huajuapan de León.[5]